# Еразм Ізопольський
Ера́зм Ізопо́льський (пол. Erazm Izopolski (X. Bilozerkiewski) (1802 — 1863) — письменник, фольклорист, етнограф, священик у Білій Церкві. Псевдонім «Білоцерківський».

## Біографія
Жив у Білій Церкві. Походив зі старої козацької родини, ймовірно з Умані. Про останні роки життя не відомо.
Збирав народні пісні, думи, перекази, писав польською мовою. Його брат Діонісій, який пішов в 28 років з життя, також збирав українські думи і був поетом.
Навчався в 1820 році в Умані, далі в греко-католицькій духовній семінарії в Могилів-Подільському. 1841 року був висвячений. Навчався на польській.
З молодості займався збиранням народних дум в своєму регіоні. 1835 року опублікував частину своїх робіт в «Тигодніку Петербурзькім» ном. 98 , під ініціалами Е. І. «Поєзії Українські». Праці пройшли цензуру і не всі були опубліковані. Основна письменницька діяльність припадала на 1840-50 рр. Публікувався в «Тигодніку Петербурзькім» («Еженедельником Петербургским») з 1843 під псевдонімом Білоцерківський, в «Athenaceuem» Крашевського в 1843-45 рр, в «Бібліотеці Варшавській» в 1854-59.
Окремо опублікував «Думи з Дум Українських. Пісні лірника про українське козацтво» (Вернигори, 1857). Писав також листи до редакцій, рецензії, прологи. Останнім був його лист до І. Крашевського з Полтави (1862).
Семенський писав про Еразма Ізопольського, що його вклад у вивчення та збір народних дум, пісень, казок можна порівняти хіба зі вкладом Зоряна Доленги-Ходаковського.
Рукописи Еразма Ізопольського знаходилися в І. Крашевського

## Твори
Описав один із перших (теоретично) українських вертепів, датованого 1591 роком. Описуючи історію вертепної традиції часто згадують опис Ізопольского, як доказ існування або зародження української вертепної драми під кінець XVI століття.
Перший записав думу про козака Вернигору.
У 1843—1845 роках публікує свої праці в «Athenaceuem»: «Думи, пісні, казки народу українського», записав найстарішу вертепову драму. Описав скриню-вертеп з 1591 року, яку бачив в Ставищах.